# 鹿児島市立鹿児島玉龍中学校・鹿児島玉龍高等学校
鹿児島市立鹿児島玉龍中学校・鹿児島玉龍高等学校（かごしましりつかごしまぎょくりゅうちゅうがっこう・かごしまぎょくりゅうこうとうがっこう）は、鹿児島県鹿児島市池之上町にある市立中学校・高等学校。通称は「玉龍」。

## 概要
校訓
- 潑剌（体） - 身体を鍛錬し、常に溌剌と気力にみちてあれ。
- 躍進（知） - 学問に沈潜し、知識を磨き、日々躍進せよ。
- 玲瓏（徳） - 実践を重んじ、修養に励み、玲瓏の若人となれ。

校章

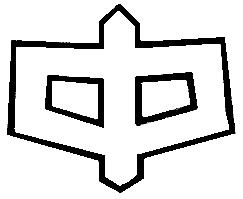
旧制市立中学 校章
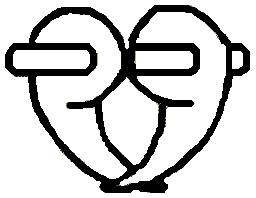
旧制市立高女 校章
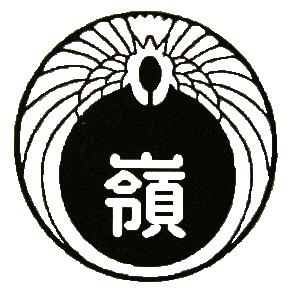
旧制鶴嶺高女 校章
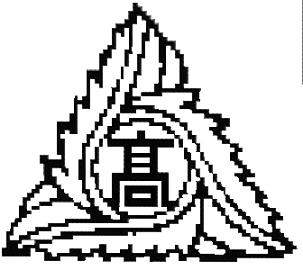
鹿児島玉龍高校 校章

校名の由来
本校が玉龍山福昌寺跡に位置するため。
玉中戦（中玉戦、鹿児島玉龍高校・鹿児島中央高校スポーツ交歓会）
- 1992年から鹿児島県立鹿児島中央高等学校との間で、スポーツ交歓会[1]が行われている。
- 2014年時点、10種目で競技が行われている。また、中学生も全校応援を行う。

進路・進学
1958年度、国公立大学合格者数が県内一で、1950年から2016年までの東大合格者は68名。
2012年からは、玉龍中1期生-5期生において、東大合格者を1名ずつ。また、他にも京都大学・九州大学・鹿児島大学などに合格者多数。
中高一貫教育
- 2006年度より鹿児島市立鹿児島玉龍中学校を併設した。
- 県内初の併設型公立中高一貫教育校。
- 高校2年生からは文理クラス編成。また、高校1年生では、習熟度別クラスが2クラス。
- 中学校と高校にて相互教育(教員乗り入れ)を行っている。また，中学2年生からは英語と数学にて習熟度別編成クラス。

選抜方法
中学校では市内全域を通学域とし，入学者募集を実施している。定員を超えた場合は毎年1月に作文・総合問題・面接による選抜を実施する。高校へは中学生全員が無選抜で入学することができる。高校から入学するには、鹿児島県公立高校入試において合格する必要がある。募集人数は定数240名の内玉龍中からの内部進学生を除いた数であり、約120名となる。
中学校倍率
- 1期生 2006年度入試11.23倍
- 2期生 2007年度入試 6.57倍
- 3期生 2008年度入試 5.7倍
- 4期生 2009年度入試 5.17倍
- 5期生 2010年度入試 5.28倍
- 6期生 2011年度入試 5.5倍
- 7期生 2012年度入試 5.35倍
- 8期生 2013年度入試 5.81倍
- 9期生 2014年度入試 5.58倍
- 10期生2015年度入試 5.4倍

生徒数
中学校は1学年3クラスで各120名の360名、高校は1学年6クラスで各240名の720名在籍している。
施設設備
- 第一・第二体育館
- 屋内プール
- 購買部・学生食堂
- 多目的ホール（安田ホール） - 中高問わず自由に学習することができる。
- 中学生用特別教室棟
- 芸術棟

部活動
複数回の全国大会（甲子園、花園、高校総体等）出場経験を有する部がある（野球部、ラグビー部、バレー部、弓道部、剣道部、陸上部、放送部など）。
- 野球部・・・春の甲子園に3回、夏の甲子園に4回出場し最高戦績は夏の甲子園8強。
- ラグビー部・・・花園に7回出場し、最高戦績は8強。
- 男子バレーボール部・・・春高バレーにおいて2度(第1,3回大会)4強進出経験があり、高校総体にも複数回出場。
- 剣道部・・・男女とも昔から県でベスト4

に入る強豪。インターハイ出場経験もある。
- 中学校では数々の部活動が高校と協力しながら活動し、2012年鹿児島県中学生総合体育大会に出場する部もある。2013年には、男子バドミントン部が、九州大会に出場。

合唱部　2020年 2022年に声楽アンサンブルコンテスト全国大会に出場
体育祭
玉龍の体育祭は毎年9月に実施する。中高一緒に開催し高校生は学年色，中学生は3学年分の同クラスで三色の計六チームで活動する。
特色ある教育
玉龍中では、中高一貫教育を生かして、様々な工夫が行われている。
- 授業編成……通常の時数よりも多めに設定されており、週32時間。
- 発展的学習……数学などでは、中学3年にて数1の内容を履修。

アクセス
- JR…鹿児島本線・日豊本線 - 「鹿児島駅」下車、徒歩約20分
- 鹿児島市電…「桜島桟橋通停留場」下車、徒歩約15分
- 鹿児島市営バス…2、6、6-2、6-3、22番線 - 「玉龍高校前」バス停下車、徒歩約3分
- 鹿児島市営バス…3番線、31番線 - 「上竜尾町」バス停下車、徒歩約5分
- 南国交通…「上竜尾町」バス停下車、徒歩約5分 「清水町」バス停下車、徒歩約10分

同窓会
関東玉龍会・関西玉龍同窓会・福岡玉龍会

## 沿革
第二次世界大戦中の国家状況を反映して、軍関係への志望者が増加、それに伴って中学校（旧制）進学希望者数も増加したが、当時鹿児島市内の旧制中学校は公立2校（一中と二中）、私立1校（鹿中）のみであったため、市議会の議決により設立に至った。
第二次世界大戦終戦直後の時点で鹿児島市の管轄下にあった、鹿児島市立中学校、鹿児島市立高等女学校、（私立鶴嶺高等女学校
）、鹿児島商業学校、鹿児島市立女子興業学校などの学校が、終戦後の混乱を経て、鹿児島市立鹿児島玉龍高等学校、鹿児島市立鹿児島商業高等学校、鹿児島市立鹿児島女子高等学校へと再編された。
鹿児島市立中学校
- 1940年2月 - 鹿児島市立中学校・鹿児島市立高等女学校新設計画案が市議会にて可決
- 1940年4月16日 - 鹿児島市稲荷町に第二高等小学校校舎として予定新築された建物[2]を市立中学校校舎とし、第一回入学式挙行（4学級200名）
- 1948年4月 - 学制改革に伴い、鹿児島市高等学校第一部と改称

鹿児島市立高等女学校
- 1940年4月10日 - 鹿児島市天保山町の八幡小学校校舎[3]を市立高女校舎とし、第一回入学式挙行（4学級212名）
- 1945年10月 - 校舎焼失のため、バラック校舎を建築、鶴嶺高女と中郡小学校の一部を借りて授業再開
- 1948年4月 - 学制改革に伴い、市立鹿児島商業と私立鹿児島中学を合併、鹿児島市高等学校第三部と改称

私立・鶴嶺高等女学校
- 1896年 - 島津サエ子により鹿児島市平之町にて鶴嶺女学校開校
- 1909年 - 鹿児島市清水町[4]へ移転
- 1919年9月 - 実科を併設し、鶴嶺女学校及び鶴嶺実科高等女学校となる
- 1920年3月 - 実科女学校を鶴嶺高等女学校と改称する
- 1940年3月 - 鶴嶺女学校及び鶴嶺高等女学校を市に移管
- 1946年4月 - 鹿児島市立高等女学校に吸収合併

鹿児島市立鹿児島玉龍高等学校
- 1950年4月 - 鹿児島市高等学校改組に伴い、第一部と第三部普通科が統合し「鹿児島県玉龍高等学校」と改称。全日制普通科課程、男女共学として発足、新たな校地として玉龍山福昌寺跡への移転が決定、工事開始。校舎完成までは市高等学校第一部校舎[2]を使用。なお、第一部商業科と第三部女子商業科とが統合し、鹿児島県鹿児島商業高等学校と改称
- 1951年1月 - 現在地に移転
- 1951年2月 - アメリカ民事部主催の学校図書館コンクールにて県下第一位となる
- 1952年5月11日 - この日を本校の開校記念日と定め、「勧学祭」を実施[5]
- 1954年11月 - 全校舎の新築落成、落成式挙行
- 1957年 - 鹿児島市立鹿児島玉龍高等学校と改称
- 1965年 - 校訓の制定
- 2006年 - 鹿児島玉龍中学校を併設、中高一貫校となる
- 2012年3月 - 鹿児島玉龍中学校1期生が高等学校(62期生)を卒業

## 関係者一覧

### 著名な出身者
政治・行政
- 尾辻秀久 - 国会議員（参議院議長）、閣僚（厚生労働大臣）
- 加治屋義人 - 国会議員（参議院）
- 長野祐也 - 国会議員（衆議院）
- 山之内毅 - 国会議員（衆議院）

社会運動・社会活動
- 増元照明 - 政治活動家、北朝鮮による拉致被害者家族連絡会事務局長

経済・実業
- 岩崎芳太郎 - 岩崎産業代表取締役社長兼いわさきグループCEO、いわさきコーポレーション代表取締役社長
- 稲盛和夫 - 京セラ名誉会長、日本航空名誉会長
- 鬼塚忠 - 出版プロデューサー、アップルシード・エージェンシー代表
- 永山在紀 - 南国殖産代表取締役会長兼グループCEO、元鹿児島県経営者協会会長

報道・マスコミ・ジャーナリズム
- 三ツ井康 - 扶桑社社長、フジテレビ副社長
- 今末真人 - エフエム徳島・エフエム鹿児島アナウンサー

学術・研究・文筆
- 有川節夫 - 情報科学者、第22代九州大学総長
- 久保千春 - 医学者（心療内科）、第23代九州大学総長、元九州大学病院院長
- 郷正文 - ドイツ文学者、立教大学名誉教授、小説家

芸術・クリエーター・芸能
- 加藤久仁生 - アニメーション映画作家・監督、アカデミー短編アニメ賞受賞者
- 東野純直 - シンガーソングライター
- 草野大悟 - 俳優
- 重田千穂子 - 俳優、声優
- 涼乃かつき - 宝塚歌劇団・星組
- 野呂圭介 - 俳優・タレント、陶芸家
- 坂口香津美 - 映画監督、テレビドキュメンタリー監督
- 富山智帆 - 俳優、リングアナウンサー

スポーツ
- 五代友和 - アマチュア野球選手
- 花増幸二 - プロ野球投手（日本ハムファイターズ）、プロ野球コーチ
- 里隆文 - プロ野球トレーニングコーチ
- 西眞一 - サッカー選手（ヴォルカ鹿児島）、知的障がい者サッカー日本代表監督
- 豊永稔 - プロレスラー、総合格闘家
- 蒲牟田卓 - ラグビーレフリー
- 下釜優次 - ラグビー選手

### 著名な教職員
- 芳即正（玉龍高等学校長） - 歴史学者、鹿児島県立図書館館長、鹿児島県立短期大学教授、鹿児島純心女子短期大学教授、尚古集成館館長
- 島津長丸（旧制鶴嶺女学校・鶴嶺高等女学校校長） - 国会議員（貴族院）、治子の夫
- 島津治子 (旧制鶴嶺女学校・鶴嶺高等女学校校長） - 教育者、社会活動家、長丸の妻
- 池田清志（旧制鶴嶺高等女学校教諭） - 官僚（官選栃木県知事）、国会議員（衆議院）